# Куфуор, Джон
Джон Агьекум Куфуор (англ. John Kofi Agyekum Kufuor; род. 8 декабря 1938, Кумаси, Ашанти, Гана) — президент Ганы с 7 января 2001 по 7 января 2009 года, сменил на этом посту бывшего военного лидера Ганы Джерри Ролингса, победив на президентских выборах его ставленника в 2000 году после предыдущей неудачной попытки в 1996 году.

## Биография

### Ранние годы
Куфуор родился в знатной семье ашанти: его отец имел титул ойокохене Кумаси. Куфуор и его семья принадлежат к Римско-Католической Церкви и являются старшими великими хранителями Объединенной Великой Ложи английских масонов. Он родился в Кумаси и учился в государственной школе Кумаси, расположенной в Асеме, построенной сэром Гордоном Гуггисбергом. 
В 1951 году он продолжил свое начальное (тогда называвшееся "стандартным") образование в школе-интернате Осэй Туту (Старшая школа Осэй Туту) с 1951 по 1953 год. С 1954 по 1958 год он учился с 1-го по 5-й класс в колледже Премпех (Prempeh College). 
30 апреля 1959 года был принят в Линкольнс-Инн, Лондон (1959—1961), где изучал право и получил квалификацию адвоката. 
В 1962 году он работал в адвокатуре в Гане. В 1961—1964 годах учился в Эксетер-колледже.

### Карьера
Был избран депутатом парламента в 1979 году и пробыл им до переворота 1981 года. В парламенте был видным членом оппозиции. В январе 1982 года, по решению конференции оппозиционных партий, несколько членов оппозиции, включая Куфуора, вошли в «национальное» правительство Роулингса. Куфуор стал секретарем по делам местного самоуправления, и в этой должности занимался проблемами децентрализации полномочий органов власти. Через 7 месяцев покинул правительство, протестуя против роста насилия. Уйдя с государственной службы, Куфуор занялся бизнесом.
Один из лидеров Новой патриотической партии, Куфуор стал одним из символов демократизации страны. Ранее он занимался дипломатической деятельностью, в частности, представлял страну в ООН. 
На выборах 1996 он был основным соперником Роулингса, но проиграл ему, набрав, тем не менее, почти 40% голосов. На выборах 2000 года, под лозунгами борьбы с коррупцией, Куфуор победил во втором туре соперника — вице-президента Ганы Атта Милса, несмотря на поддержку, которого публично оказывал его сопернику Роулингс.
Проведение «шоковых» реформ позволило Куфуору договориться с МВФ и Всемирным банком о льготной программе выплаты внешнего долга (была достигнута договоренность о выплате меньшего объема средств в погашение внешнего долга и увеличению расходов на решение внутренних проблем за счет этого). В 2004 году удалось договориться с кредиторами о списании более половины внешнего долга.
Переизбран 7 ноября 2004 года в первом туре.
14 ноября 2007 года Куфуор попал в автомобильную аварию.
Куфуор был председателем Африканского союза с 29 января 2007 до 31 января 2008 года, Экономического сообщества западноафриканских стран в 2003—2005 годах.
После окончания президентского срока работал в различных международных организациях. В 2011 году, совместно с президентом Бразилии Лулой да Силвой Куфуор получил Всемирную продовольственную премию за персональный вклад и качество управления на посту президента Ганы, а также за борьбу с бедностью и голодом.